# Президент Республики Беларусь
Президе́нт Респу́блики Белару́сь (бел. Прэзідэнт Рэспублікі Беларусь) является главой государства, гарантом Конституции Беларуси, прав и свобод человека и гражданина. Он представляет Беларусь в отношениях с другими государствами и международными организациями.
После референдума 2022 года президентом может быть избран гражданин Беларуси по рождению, не моложе 40 лет, обладающий избирательным правом и постоянно проживающий в Беларуси не менее 20 лет непосредственно перед выборами. До поправок — 35 лет и старше, проживающий в республике 10 последних лет. На этом статья 80 заканчивалась.
Президент Беларуси официально избирается на 5 лет.
Согласно Конституции Беларуси, президент приостанавливает членство в политических партиях и других общественных объединениях, преследующих политические цели, на весь срок полномочий.
Президент может в любое время подать в отставку. Отставка президента принимается Палатой представителей.

## История
В 1991—1993 годах в Верховном Совете обсуждалась идея введения в Беларуси поста президента. Особо поддерживали это введение депутаты: Виктор Гончар, Анатолий Лебедько, Дмитрий Булахов, Леонид Синицын. В мае 1993 года на двенадцатой сессии Верховного Совета в повестку дня был включён вопрос о внесении изменений в Конституцию страны и о введении поста президента. Тогда было решено ввести пост президента, была назначена дата выборов.

### Выборы 1994 года
Первые выборы президента Беларуси состоялись 23 июня (первый тур) и 10 июля 1994 года (второй тур), тогда же и была введена первая поправка к конституции, допускающая к участию в выборах кандидатов от 35 лет (ранее 40). В них участвовали 6 кандидатов. В первом туре тройка лидеров набрала: Александр Лукашенко — 44,82 %, Вячеслав Кебич — 17,33 %, Зенон Позняк — 12,82 %. Во втором туре с результатом 80,34 % победил Александр Лукашенко. 20 июля в Овальном зале Дома правительства новоизбранный Президент Республики Беларусь принёс президентскую присягу, официально вступив в должность главы белорусского государства.

#### После выборов 1994
24 ноября 1996 в Беларуси был проведён референдум, на который были вынесены поправки, расширяющие полномочия исполнительной власти и президента, и некоторые другие вопросы. За принятие поправок высказалось большинство избирателей. Данный референдум и все последующие выборы президента Беларуси не признаны международным сообществом демократичными и соответствующими правилам.
В соответствии с Конституцией 1994 года в первоначальной редакции, срок полномочий президента Лукашенко заканчивался 20 июля 1999 года. Бывшие депутаты приняли решение о проведении выборов президента Беларуси. 16 мая 1999 года состоялись президентские выборы. Никто из кандидатов не набрал более 50 % голосов избирателей, но лидировал Зенон Позняк. В итоге выборы не были признаны. После них произошли исчезновения оппозиционных политиков.

### Политическая акция 1999 года
21 июля 1999 депутаты Верховного Совета 13 созыва, верные первоначальной редакции Конституции 1994 года, назначили Семёна Шарецкого исполняющим обязанности президента Беларуси. Западным сообществом Шарецкий был признан законным главой Беларуси.

### Выборы 2001 года
9 сентября 2001 состоялись выборы президента, проведённые ЦИК под руководством Лидии Ермошиной. Победителем в них стал Александр Лукашенко, набрав 75,65 % голосов, а его оппонент Владимир Гончарик набрал 15,65 % голосов. До и после выборов в стране проходили акции протеста.

#### После выборов 2001
17 октября 2004 был проведён референдум о внесении поправок в конституцию, снимающих ограничение на количество президентских сроков. 77,3 % избирателей поддержало эти изменения. Изменения в закон «О президенте Республики Беларусь», исключающие ограничения в 2 срока, были одобрены Советом Республики только 5 октября 2006. Таким образом, на момент проведения президентских выборов 2006 года в Беларуси действовала конституция, не содержащая ограничений на количество президентских сроков, и закон о президенте, статья 81 которого гласила: Срок полномочий президента — пять лет. Одно и то же лицо может быть президентом не более двух сроков. Однако, согласно статье 137 Конституции, в случае противоречий, она имеет приоритет перед законами, указами и так далее. После референдума и парламентских выборов в Минске прошёл пятидневный протест.
20 сентября Лукашенко официально вступил в должность на второй срок во Дворце Республики.

### Выборы 2006 года
19 марта 2006 состоялись очередные выборы президента Беларуси. Победу на них одержал Александр Лукашенко, набрав 82,97 %.

#### После выборов 2006
После этих выборов состоялась акция протеста, получившая известность как Джинсовая или Васильковая революция.
8 апреля Александр Лукашенко принёс присягу президента Республики Беларусь во Дворце Республики в третий раз.

### Выборы 2010 года
19 декабря 2010 состоялись очередные выборы президента Беларуси.

#### После выборов 2010
Ряд представителей оппозиции, международных наблюдателей считают, что выборы были сфальсифицированы. После них в Минске состоялась несанкционированная акция протеста, которая была жестоко разогнана милицией и частями внутренних войск.
21 января 2011 года во Дворце Республики прошла церемония вступления в должность вновь избранного президента Республики Беларусь Александра Лукашенко.

### Выборы 2015 года
11 октября 2015 состоялись очередные выборы президента Беларуси. Победу на них в очередной раз одержал Александр Лукашенко, 83,47 %. Выборы были фактически признаны ЕС, а также приостановлены санкции.

#### После выборов 2015
6 ноября во Дворце Независимости прошла пятая по счёту инаугурация Александра Лукашенко.

### Выборы 2020 года
9 августа 2020 года прошли очередные выборы. 14 августа были объявлены официальные результаты: 80,1 % голосов избирателей, по утверждению ЦИК, были отданы за Лукашенко. По состоянию на 18 августа 2020 года, 14 стран признали результаты выборов в Беларуси, в то время как белорусская оппозиция, ЕС и Великобритания их не признали.

#### После выборов 2020
10 августа экс-кандидат в президенты Светлана Тихановская подала жалобу в Центризбирком по итогам выборов. Но в комиссии заявили, что доводы носят по существу предположительный характер, поэтому ЦИК не нашёл оснований для признания выборов недействительными. Светлана Тихановская объявила себя победителем президентских выборов.
В стране начались протестные акции. В Минске самые массовые протесты в истории Беларуси прошли 16 августа.
23 сентября без публичного оповещения состоялась инаугурация Александра Лукашенко в резиденции президента.

## Президент в Конституции Беларуси
Требования к кандидатам на пост президента, а также его статус, права и обязанности определяются третьей главой Конституции Беларуси, «Президент Республики Беларусь». Глава была изменена после референдума 2022 года.

### Требования
После референдума 2022 года в статье 80 содержатся новые требования к кандидатам-гражданам Беларуси по рождению:
- не моложе 40 лет, обладающий избирательным правом и постоянно проживающий в Беларуси не менее 20 лет непосредственно перед выборами[33] (ранее — не моложе 35 лет и проживающий в республике 10 последних лет[35]);
- лицо, никогда не имевшее гражданства другой страны, такого вида на жительство или иного документа, дающего право на льготы и преимущества вне Беларуси (ранее такого критерия не было).

Эти поправки были введены в конституцию по инициативе Александра Лукашенко, чтобы не допустить к дальнейшим президентским выборам граждан, вынужденных покинуть Беларусь после массовых репрессий 2020 года. Поправки были подвергнуты критике, в частности, белорусской оппозицией и Евросоюзом.

### Статус, права и обязанности
Статус, права и обязанности президента определяются в следующих статьях конституции:
- Президентом может быть избран гражданин Республики Беларусь по рождению, не моложе 40 лет, обладающий избирательным правом и постоянно проживающий в Республике Беларусь не менее 20 лет непосредственно перед выборами, не имеющий и не имевший ранее гражданства иностранного государства либо вида на жительство или иного документа иностранного государства, дающего право на льготы и другие преимущества[36].

Статья 81:
- Президент избирается на пять лет непосредственно народом Республики Беларусь на основе всеобщего, свободного, равного и прямого избирательного права при тайном голосовании.
- Кандидаты на должность президента выдвигаются гражданами Республики Беларусь при наличии не менее 100 тысяч подписей избирателей.
- Выборы президента назначаются Палатой представителей не позднее, чем за пять месяцев и проводятся не позднее, чем за два месяца до истечения срока полномочий предыдущего президента.
- Если должность президента оказалась вакантной, выборы проводятся не ранее, чем через 30 дней и не позднее, чем через 70 дней со дня открытия вакансии.

Статья 82:
- Считается, что выборы состоялись, если в голосовании приняли участие более половины граждан Республики Беларусь, включённых в список избирателей.
- Президент считается избранным, если за него проголосовало более половины граждан Республики Беларусь, принявших участие в голосовании.
- Если ни один из кандидатов не набрал необходимого количества голосов, то в двухнедельный срок проводится второй тур голосования по двум кандидатам, получившим наибольшее количество голосов избирателей. Избранным считается кандидат в президенты, получивший при повторном голосовании больше половины голосов избирателей, принявших участие в голосовании. Порядок проведения выборов президента определяется законом Республики Беларусь.

Статья 84: Президент Республики Беларусь:
1. назначает республиканские референдумы;
2. назначает очередные и внеочередные выборы в Палату представителей, Совет Республики и местные представительные органы;
3. распускает палаты в случаях и в порядке, предусмотренных конституцией;
4. назначает шесть членов Центральной комиссии Республики Беларусь по выборам и проведению республиканских референдумов;
5. образует, упраздняет и реорганизует Администрацию Президента Республики Беларусь, другие органы государственного управления, а также консультативно-совещательные и иные органы при президенте;
6. с согласия Палаты представителей назначает на должность премьер-министра;
7. определяет структуру Правительства Республики Беларусь, назначает на должность и освобождает от должности заместителей премьер-министра, министров и других членов Правительства, принимает решение об отставке Правительства или его членов;
8. с согласия Совета Республики назначает на должность председателя Конституционного суда, председателя Верховного Суда, председателя Высшего Хозяйственного Суда из числа судей этих судов;
9. с согласия Совета Республики назначает на должность судей Верховного Суда, судей Высшего Хозяйственного Суда, председателя Центральной комиссии по выборам и проведению республиканских референдумов, Генерального прокурора, председателя и членов Правления Национального банка;
10. назначает шесть судей Конституционного суда, иных судей Республики Беларусь;
11. освобождает от должности председателя и судей Конституционного суда, председателя и судей Верховного Суда, председателя и судей Высшего Хозяйственного Суда, председателя и членов Центральной комиссии по выборам и проведению республиканских референдумов, Генерального прокурора, председателя и членов Правления Национального банка по основаниям, предусмотренным законом, с уведомлением Совета Республики;
12. назначает на должность и освобождает от должности председателя Комитета государственного контроля;
13. обращается с посланиями к народу Республики Беларусь о положении в государстве и об основных направлениях внутренней и внешней политики;
14. обращается с ежегодными посланиями к Парламенту, которые заслушиваются без обсуждения на заседаниях Палаты представителей и Совета Республики; имеет право участвовать в работе Парламента и его органов, выступать перед ними в любое время с речью или сообщением;
15. имеет право председательствовать на заседаниях Правительства Республики Беларусь;
16. назначает руководителей республиканских органов государственного управления и определяет их статус; назначает представителей президента в Парламенте и других должностных лиц, должности которых определены в соответствии с законодательством, если иное не предусмотрено конституцией;
17. решает вопросы о приёме в гражданство Республики Беларусь, его прекращении и предоставлении убежища;
18. устанавливает государственные праздники и праздничные дни, награждает государственными наградами, присваивает классные чины и звания;
19. осуществляет помилование осуждённых;
20. ведёт переговоры и подписывает международные договоры, назначает и отзывает дипломатических представителей Республики Беларусь в иностранных государствах и при международных организациях;
21. принимает верительные и отзывные грамоты аккредитованных при нём дипломатических представителей иностранных государств;
22. в случае стихийного бедствия, катастрофы, а также беспорядков, сопровождающихся насилием либо угрозой насилия со стороны группы лиц и организаций, в результате которых возникает опасность жизни и здоровью людей, территориальной целостности и существованию государства, вводит на территории Республики Беларусь или в отдельных её местностях чрезвычайное положение с внесением в трёхдневный срок принятого решения на утверждение Совета Республики;
23. в случаях, предусмотренных законодательством, вправе отложить проведение забастовки или приостановить её, но не более, чем на трёхмесячный срок;
24. подписывает законы; имеет право в порядке, установленном конституцией, возвратить закон или отдельные его положения со своими возражениями в Палату представителей;
25. имеет право отменять акты Правительства;
26. непосредственно или через создаваемые им органы осуществляет контроль за соблюдением законодательства местными органами управления и самоуправления; имеет право приостанавливать решения местных Советов депутатов и отменять решения местных исполнительных и распорядительных органов в случае несоответствия их законодательству;
27. формирует и возглавляет Совет безопасности Республики Беларусь; назначает на должность и освобождает от должности Государственного секретаря Совета Безопасности;
28. является Главнокомандующим Вооружёнными Силами Республики Беларусь; назначает на должности и освобождает от должностей высшее командование Вооружённых Сил;
29. вводит на территории Республики Беларусь в случае военной угрозы или нападения военное положение, объявляет полную или частичную мобилизацию с внесением в трёхдневный срок принятого решения на утверждение Совета Республики;
30. осуществляет иные полномочия, возложенные на него конституцией и законами.

## Президентские сроки

### Лица
Де-факто первым и единственным президентом республики остаётся Александр Лукашенко. Однако в связи с фальсификациями выборов в 2020 году его не признал Евросоюз, а также Великобритания, Канада, Украина и другие западные государства. В том же году Сейм Литвы признал Светлану Тихановскую законным президентом Беларуси, большое количество голосов за которую было украдено участковыми комиссиями.
| №                            | Срок                         | Президент                                   | Результат                           | Фотография                   | Срок президентства           | Срок президентства        | Длительность правления | Примечания |
| №                            | Срок                         | Президент                                   | Результат                           | Фотография                   | Начало                       | Конец                     | Длительность правления | Примечания |
| ---------------------------- | ---------------------------- | ------------------------------------------- | ----------------------------------- | ---------------------------- | ---------------------------- | ------------------------- | ---------------------- | ---------- |
| 1                            | 1                            | Александр Григорьевич Лукашенко (род. 1954) | 44,82 % (1-й тур) 80,34 % (2-й тур) |                              | 20 июля 1994                 | 20 сентября 2001          | 2619 дней              | [ 8 ]      |
| 1                            | 2                            | Александр Григорьевич Лукашенко (род. 1954) | 75,65 %                             | 20 сентября 2001             | 8 апреля 2006                | 1661 день                 | [ 12 ]                 |            |
| 1                            | 3                            | Александр Григорьевич Лукашенко (род. 1954) | 82,97 %                             | 8 апреля 2006                | 21 января 2011               | 1749 дней                 | [ 13 ]                 |            |
| 1                            | 4                            | Александр Григорьевич Лукашенко (род. 1954) | 79,65 %                             | 21 января 2011               | 6 ноября 2015                | 1750 дней                 | [ 15 ]                 |            |
| 1                            | 5                            | Александр Григорьевич Лукашенко (род. 1954) | 83,47 %                             | 6 ноября 2015                | 23 сентября 2020             | 1783 дня                  | [ 20 ]                 |            |
| 1                            | 6                            | Александр Григорьевич Лукашенко (род. 1954) | 80,10 %                             | 23 сентября 2020             | 25 марта 2025                | 1644 дня                  |                        |            |
| 1                            | 7                            | Александр Григорьевич Лукашенко (род. 1954) | 86,82 %                             | 25 марта 2025 (оспаривается) | действующий президент        | 113 дней                  |                        |            |
| Общая длительность правления | Общая длительность правления | Общая длительность правления                | Общая длительность правления        | Общая длительность правления | Общая длительность правления | 30 лет 11 месяцев 26 дней |                        |            |

### Количество
После референдума 2022 года, проведённого по инициативе Александра Лукашенко, лицо может быть президентом Беларуси не более чем 2 срока. Эта законодательная поправка дала Лукашенко конституционное право потенциально находиться у власти очередные 10 лет после выборов 2025 года и потому была подвергнута критике белорусской оппозиции и Евросоюза.

## Присяга президента Республики Беларусь
Вступая в должность президента Республики Беларусь, торжественно клянусь верно служить народу Республики Беларусь, уважать и охранять права и свободы человека и гражданина, соблюдать и защищать Конституцию Республики Беларусь, свято и добросовестно исполнять возложенные на меня высокие обязанности. Оригинальный текст (бел.)Заступаючы на пасаду Прэзідэнта Рэспублікі Беларусь, урачыста клянуся верна служыць народу Рэспублікі Беларусь, паважаць і ахоўваць правы і свабоды чалавека і грамадзяніна, захоўваць і абараняць Канстытуцыю Рэспублікі Беларусь, свята і добрасумленна выконваць ускладзеныя на мяне высокія абавязкі.

## Резиденции
Самая новая из резиденций — Дворец Независимости на проспекте Победителей. В него президент каждый день приезжает на работу. Старая рабочая резиденция — «Красный дом» в центре Минска. В советское время на Маркса, 38 заседала Коммунистическая партия, а сейчас — администрация президента.